# Hidalgo del Parral
Hidalgo del Parral è una città situata nel sud di Chihuahua, centro del comune omonimo. Il comune ha 107 061 abitanti, di cui 104 836 residenti nella città.